# Karlshamn (comuna)
Karlshamn (em sueco: Karlshamn kommun) é uma comuna da Suécia localizada no condado de Blekinge, no sul do país. 

Está limitada a norte pela província vizinha da Småland e a sul pelo mar Báltico.
Sua capital é a cidade de Karlshamn. Possui 489 quilômetros quadrados e segundo censo de 2020, havia 32 402 habitantes. 

## Etimologia
A cidade de Karlshamn recebeu o seu nome atual em alusão ao rei Carlos XI (em sueco: Karl XI) e em alusão à sua localização junto ao mar Báltico (hamn, lit. ”porto”). 

## Localidades principais
Suas localidades são:
- Karlshamn – 20 293 habitantes
- Morrum – 4 026 habitantes
- Svängsta – 1 963 habitantes
- Hällaryd – 623 habitantes
- Horsaryd - Stilleryd – 339 habitantes
- Åryd – 323 habitantes

## Economia
A comuna tem tradição comercial, marítima e industrial, dispondo de várias empresas ligadas às indústrias alimentar e manufatureira. 

## Comunicações
Karlshamn é atravessada paralelamente à costa pela estrada europeia E22 (Trelleborg-Norrköping) e no sentido norte-sul pela estrada nacional 29 (Karlshamn-Växjö). 
A linha férrea de Blekinge (Kristianstad-Karlskrona) a atravessa imediatamente a sul da estrada europeia E22.  
Dispõe de um dos mais importantes portos da Suécia, com balsa (pt: ferryboat) transportando automóveis a Claipeda na Lituânia. 

## Património turístico
Alguns pontos turísticos mais procurados atualmente são:

- Centro histórico de Karlshamn (casario de madeira, sobretudo nas ruas Drottninggatan e Vinkelgatan)
- Kreativum (centro turístico de descobertas científicas para todas as idades; natureza, espaço, corpo humano)
- Arquipélago costeiro (Skärgården)
- Tjärö (Ilha idílica, imagem da vida campesina durante séculos, dispondo de praia, passeios a cavalo e de barco, e pousada para viajantes)
- Parque natural selvagem de Eriksberg (safaris de automóvel por entre bisontes, veados, javalis e carneiros selvagens
- Pesca do salmão no rio Mörrum (Pesca desportiva de salmões e trutas, de março a setembro)

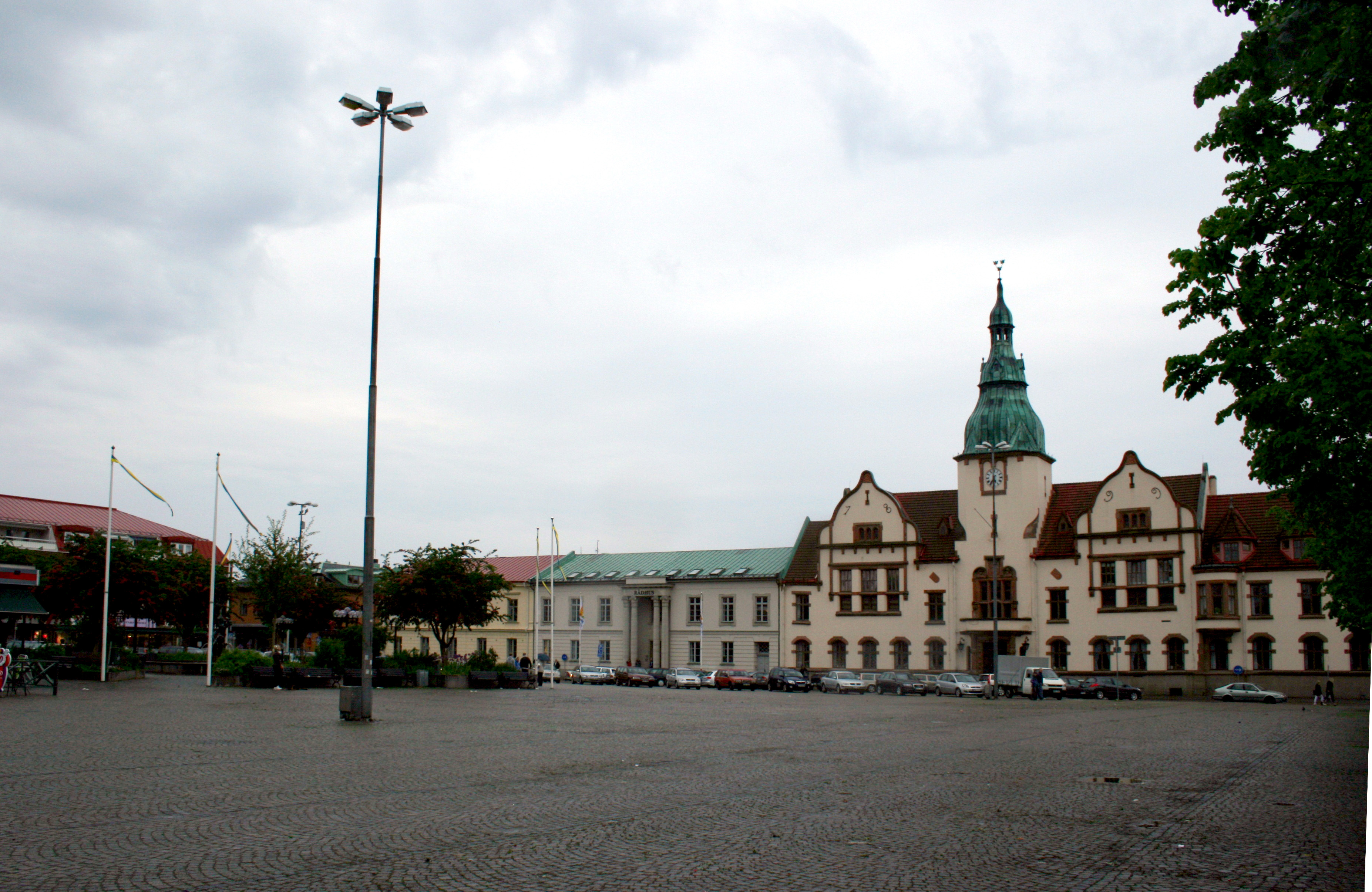
O centro de Karlshamn
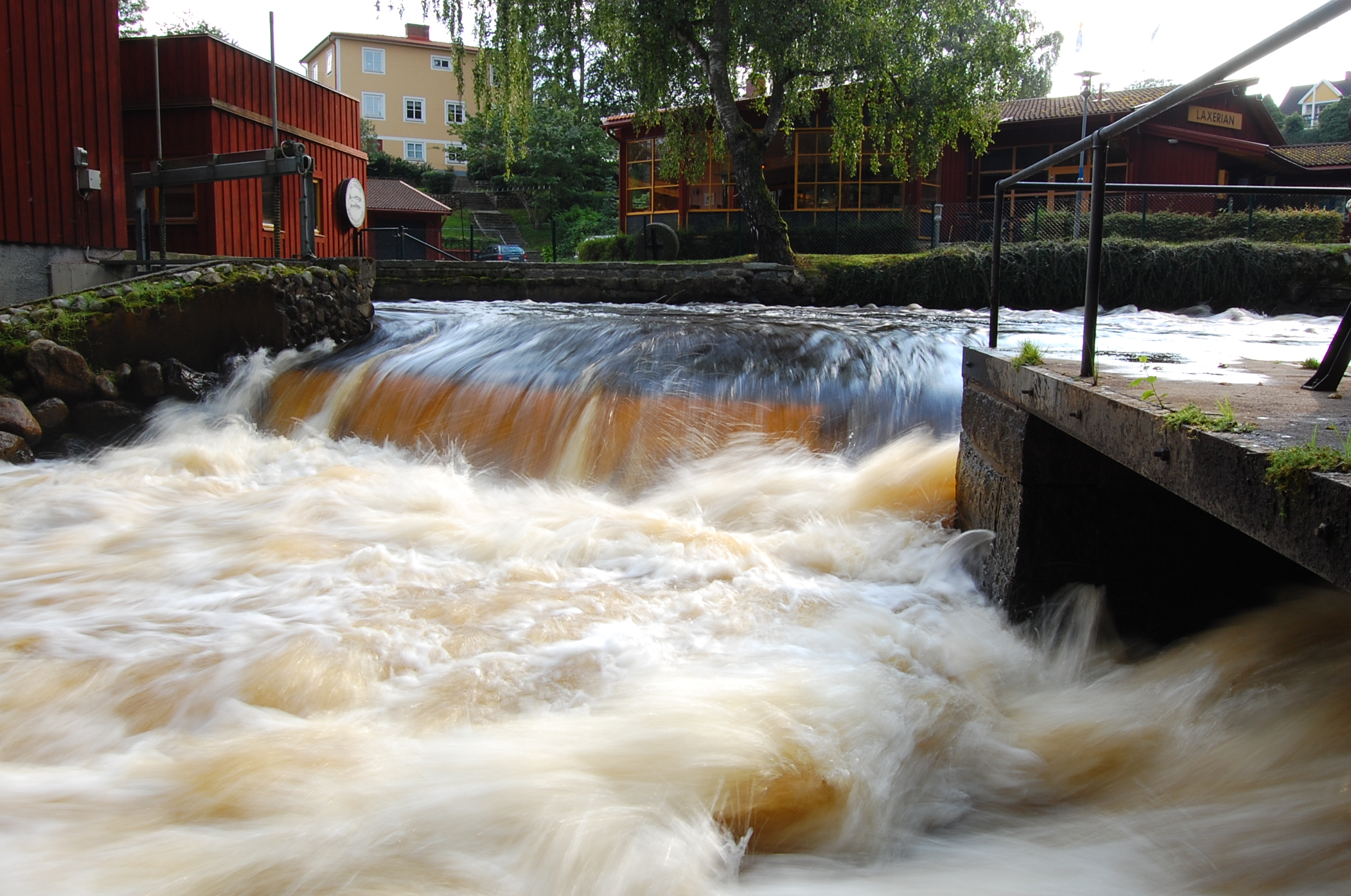
O rio de Mörrum em Mörrum
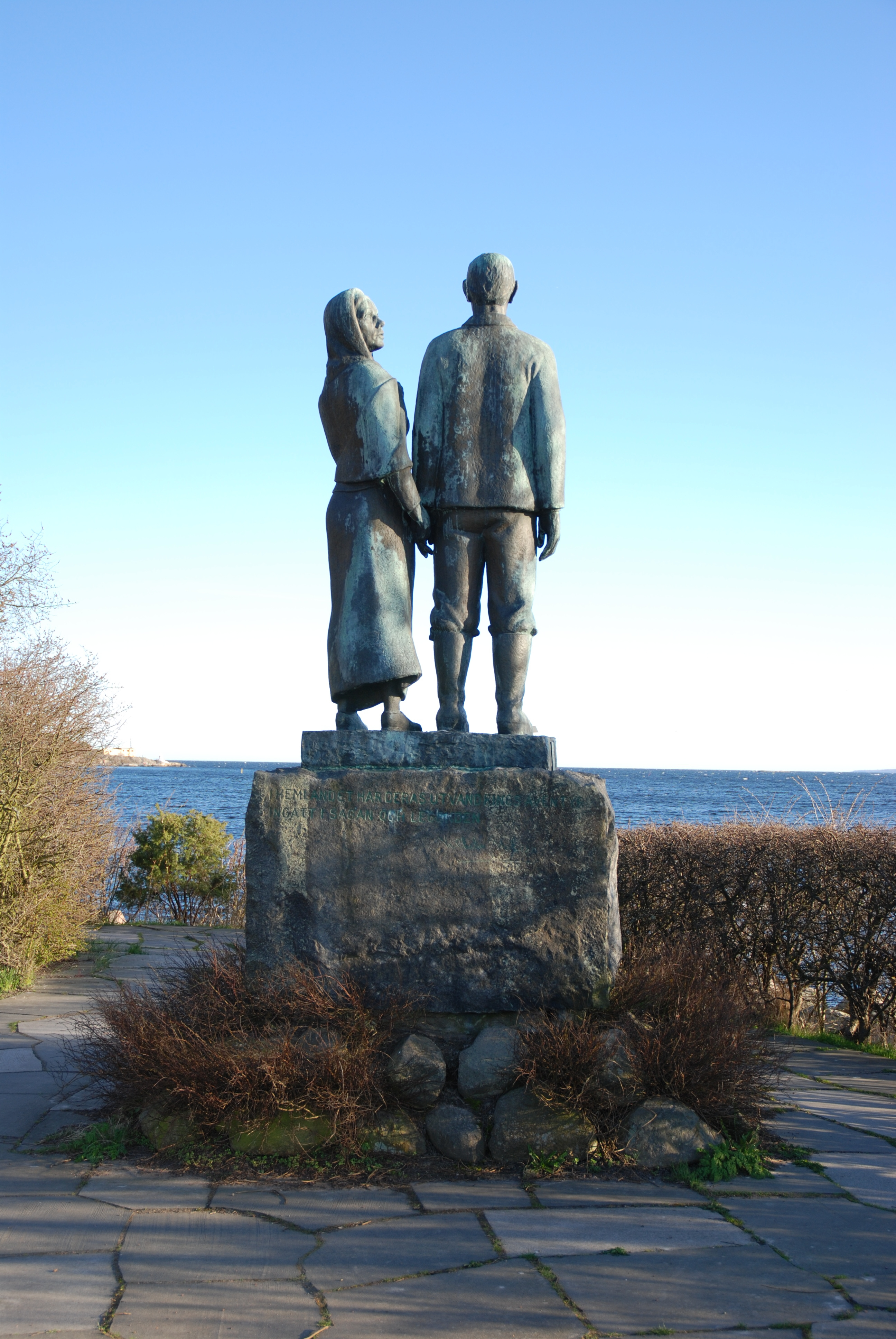
Monumento aos emigrantes suecos do século XIX, em Karlshamn
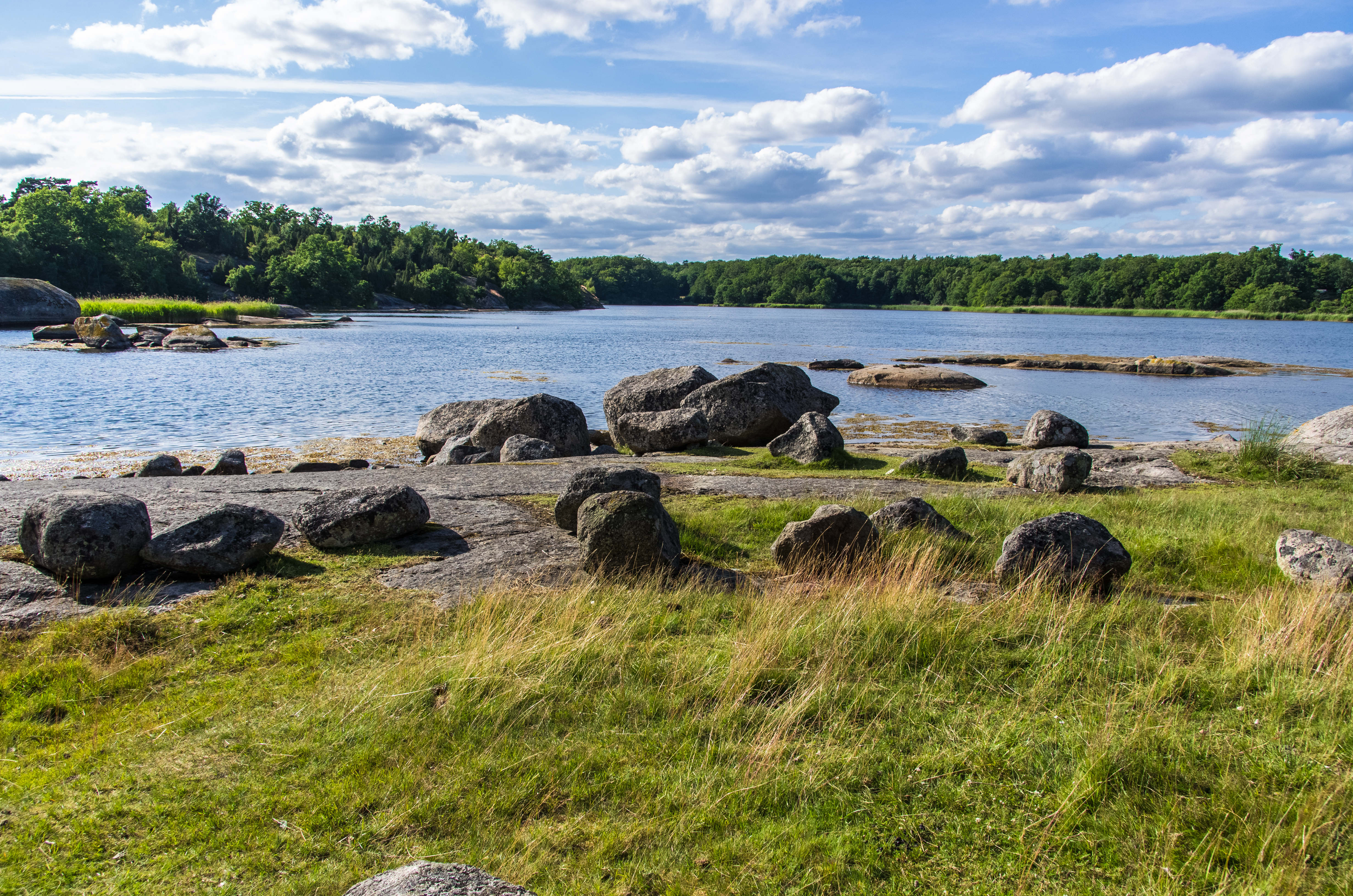
A ilha de Tjärö, no arquipélago costeiro